# 알영정
알영정(閼英井) 또는 알영 우물은 박혁거세 거서간의 왕후가 된 알영부인의 탄생지이다. 현재 대한민국 경주시 오릉내에 있는 숭덕전(崇德殿)내에 있다.